# Coelioxys paraguaya
Coelioxys paraguaya là một loài Hymenoptera trong họ Megachilidae. Loài này được Moure mô tả khoa học năm 1943.